# Kaante
Pour plus de détails, voir Fiche technique et Distribution.
Kaante est un film indien réalisé par Sanjay Gupta, sorti en 2002.

## Synopsis
Six malfrats originaires d'Inde sont arrêtés par la police de Los Angeles après le braquage d'un camion pour être interrogés. Alors qu'ils sont en cellule, ils ont l'idée de s'associer pour braquer la banque American Services Bank, dont les clients sont en majorité des policiers, afin de se venger. Le braquage réussit mais, à leur sortie, ils sont cernés par la police. Ils s'échappent après une fusillade et se retrouvent dans une planque où ils vont tenter de trouver lequel d'entre eux a trahi le groupe. 

## Fiche technique
- Réalisation : Sanjay Gupta
- Scénario : Sanjay Gupta
- Photographie : Kurt Brabbee
- Montage : Bunty Nagi
- Musique : Anand Raj Anand, Lucky Ali et Vishal-Shekhar
- Sociétés de production : Pritish Nandy Communications, Film Club Limited et White Feathers Films
- Pays d'origine :  Inde
- Langue originale : hindi, anglais
- Format : couleur - 2,35:1 - Dolby Digital
- Genre : action
- Durée : 154 minutes
- Dates de sortie : 
  -  Inde : 20 décembre 2002

## Distribution
- Amitabh Bachchan : Yashvardhan « Major » Rampal
- Sanjay Dutt : Jay  « Ajju » Rehan
- Sunil Shetty : Marc Issak
- Mahesh Manjrekar : Raj « Bali » Yadav
- Lucky Ali : Maqbool « Mak » Haider
- Kumar Gaurav : Anand « Andy » Mathur
- Namrata Singh Gujral : Renu A. Mathur
- Rati Agnihotri : la femme de « Major »
- Malaika Arora Khan : Lisa

## Production
Kaante est considéré comme un remake non autorisé de Reservoir Dogs (1992), de Quentin Tarantino, lequel a dit avoir beaucoup apprécié Kaante, et présente également des éléments du scénario d'Usual Suspects (1995). C'est le premier film de Bollywood entièrement tourné à Los Angeles.

## Accueil
Le film a rapporté 5 754 000 $ au box-office mondial.
Il obtient 83 % de critiques positives, avec une note moyenne de 6,4/10 et sur la base de six critiques collectées, sur le site Rotten Tomatoes. Sur Metacritic, il obtient un score de 41/100 sur la base de 5 critiques collectées.
Il a remporté le prix des meilleurs effets visuels lors des International Indian Film Academy Awards 2003 et a été nommé dans six catégories, dont celles du meilleur film, du meilleur acteur et du meilleur réalisateur, à la 48e cérémonie des Filmfare Awards sans remporter de récompenses.